# Liliana Tanguy
Pour les articles homonymes, voir Tanguy.
Liliana Tanguy est une femme politique française née le 12 mars 1967 en Serbie. Membre de La République en marche, elle est députée de la septième circonscription du Finistère depuis 2017, réélue en 2022 et 2024.  

## Enfance et formation
Liliana Tanguy est née en ex-Yougoslavie à Pančevo le 12 mars 1967 d'un père macédonien et d'une mère croate qui ont émigré en France.
Diplômée en Économie (Paris I) et en Sciences politiques (Science Po Paris) en études soviétiques et Est européennes, Liliana Tanguy est également titulaire d'un Master II en Affaires internationales de Paris-Dauphine.
Elle est mère de trois enfants.

## Parcours politique

### Mandats locaux
Conseillère municipale de la commune de Combrit (Finistère), Liliana Tanguy est élue en 8e position sur la liste Divers gauche (LDVG) de Jacques Beaufils en 2014.
En avril 2016, elle adhère au mouvement En marche et fonde le comité local du pays bigouden-Cap-Sizun.

### Mandats nationaux
Députée du Finistère élue le 18 juin 2017, Liliana Tanguy remporte le second tour de l'élection législative de la 7e circonscription du Finistère avec 62,95 %, des voix comme candidate La République en marche contre Didier Guillon candidat Les Républicains.
Lors des élections législatives de 2022, elle est réélue à l’issue du second tour le 19 juin 2022 sous l’étiquette Ensemble. Elle remporte 52,25% et bat la candidate de la NUPES Yolande Bouin.
À l'issue de la dissolution de l'Assemblée Nationale prononcée par le Président de la République Emmanuel Macron, elle est réélue à l'issue du second tour le 7 juillet 2024 avec 37,93% des voix. Dans une configuration de second tour triangulaire, elle l'emporte face à Jugdeep Harvinder, candidate du Nouveau Front populaire, et à Annick Alanou, candidate du Rassemblement national.